# ジャレド・ダイアモンド
ジャレド・メイスン・ダイアモンド（Jared Mason Diamond, 1937年9月10日 - ）は、アメリカ合衆国の進化生物学者、生理学者、生物地理学者、ノンフィクション作家。現在、カリフォルニア大学ロサンゼルス校(UCLA)社会科学部地理学科の教授。

## 経歴
1937年、ボストンでベッサラビア出身のユダヤ系の両親の間に生まれる。1958年にハーバード大学で生物学の学士号を取得後、1961年にケンブリッジ大学で生理学の博士号を取得した。その後、生理学者として分子生理学の研究を続けながら、平行して進化生物学・生物地理学の研究も進め、特に鳥類に興味を持ち、ニューギニアなどでのフィールドワークを行なった。そこでニューギニアの人々との交流から人類の発展について興味を持ち、その研究の成果の一部が『銃・病原菌・鉄』として結実した。近著として、マヤ文明など、文明が消滅した原因を考察し、未来への警鐘を鳴らした『文明崩壊』がある。福島原発事故後の2012年1月の朝日新聞のインタビュー記事で、「温暖化のほうが深刻、原発を手放すな」と主張し、原発肯定の姿勢を取った。また、アメリカのトランプ大統領が、気候変動を抑制するために定められたパリ協定を離脱したことについて、批判している。

### 銃・病原菌・鉄
ダイアモンドは、一般向けの書籍『銃・病原菌・鉄』の著者として知られるようになった。この著作は、あるニューギニア人との対話から起こった「なぜヨーロッパ人がニューギニア人を征服し、ニューギニア人がヨーロッパ人を征服することにならなかったのか?」という疑問に対し、1つの答えとして書かれたという。ダイアモンドは、これに対して「単なる地理的な要因」（例えば、ユーラシア大陸の文明がアメリカ大陸の文明よりも高くなったのは大陸が東西に広がっていたためだから等）という仮説を提示し、「ヨーロッパ人が優秀だったから」という根強い人種差別的な偏見に対して反論を投げかけ、大きな反響を呼んだ。この著作は各国語に翻訳され、世界的なベストセラーとなった。日本でも朝日新聞「ゼロ年代の50冊」1位、「平成の30冊」7位に選ばれるなどした。

### 文明崩壊
ダイアモンドは、2005年の自著「文明崩壊」の中で、一度は高度な社会を築きながらも、その後、文明が崩壊した事例を記しており、北米のアナサジ、中米のマヤ、ポリネシアのイースター島、ピトケアン島などを取り上げている。この中で、ダイアモンドはイースター島の文明崩壊の原因として、モアイ製造を推し進めた結果、モアイの運搬に大量の木材を消費してしまった事をあげている。イースター島では、木材を消費し尽くした結果、島全体の森が消え、食料となる野生動物もいなくなり、やがて部族抗争が起きて人口が激減、人肉食が起きるほど、文明は後退したとの説を唱えている。なお、この説そのものは、ダイアモンドの新説というわけではなく、従来からあった通説である。それが、ダイアモンドの著作で紹介された事により、「人が科学技術を過信し、自然を破壊すると、やがて人類の文明に悪影響を及ぼす」との教訓めいた話として、人口に膾炙していった。
しかし、2020年現在、この説には誤りがあるとの研究がいくつかある。従来の説は、モアイを運ぶために、木製の橇を作り、さらに木の軌条を作ってその上を滑らせるため、多くの木材を費やしたというものであった。しかし、モアイを立てた状態で、縄で左右に揺らしながら、歩かせるように前に進める方法でも可能である事が、実験で確かめられている。この様子は、イースター島に伝わる「モアイは自分で歩いた」との伝説にも合致する。また当時の遺骨には争った形跡がほとんどど無いことから、抗争は無かったとの説が出てきている。この説によれば、イースター島の住民が激減したのは、西洋人による奴隷狩りが主な原因とされる。ただ、この「イースター島の住民自身の行動が文明崩壊を引き起こしたわけではなかった」との説には、反証もいくつか出ており、やはり従来の通説通り、文明崩壊は起きたと主張する学者もいる。
ダイアモンド自身は、2020年に来日した時の産経新聞とのインタビューで「イースター島で起きたことは、過剰な資源収奪がもたらす最悪のシナリオです。この島は太平洋で孤立し、森林伐採など自然を破壊したときに助けを求める社会が他になかった。宇宙では地球も孤立しています。だからイースター島は世界の縮小モデルなのです。人間は自身が依存している資源を破壊してはいけないのです」と答えている。

## 作品
- The Third Chimpanzee: the Evolution and Future of the Human Animal, (HarperCollins, 1992).
  - 『人間はどこまでチンパンジーか?――人類進化の栄光と翳り』長谷川真理子・長谷川寿一 訳（新曜社, 1993年)
  - 『第三のチンパンジー【完全版】――人類進化の栄光と翳り(上・下)  』長谷川真理子・長谷川寿一 訳（日経ビジネス人文庫2022年4月15日）
- Guns, Germs, and Steel: the Fates of Human Societies, (W.W. Norton, 1997).
  - 『銃・病原菌・鉄――1万3000年にわたる人類史の謎（上・下）』倉骨彰 訳（草思社, 2000年）
- Why is Sex Fun?: the Evolution of Human Sexuality, (BasicBooks, 1997). 
  - 『セックスはなぜ楽しいか』長谷川寿一 訳（文庫版）、『人間の性はなぜ奇妙に進化したのか』（草思社, 1999年）
- Collapse: How Societies Choose to Fail or Succeed, (Viking, 2005).
  - 『文明崩壊――滅亡と存続の命運を分けるもの（上・下）』楡井浩一 訳（草思社, 2005年）
- The World until Yesterday: What Can We Learn from Traditional Societies? , (Viking Adult, 2012).
  - 『昨日までの世界――文明の源流と人類の未来（上・下）』倉骨彰 訳（日本経済新聞出版社, 2013年）
- The Third Chimpanzee for Young People: On the Evolution and Future of the Human Animal, (Triangle Square, 2015).
  - 『若い読者のための第三のチンパンジー――人間という動物の進化と未来』秋山勝 訳（草思社文庫, 2017年）
- UPHEAVAL：Turning Points for Nations in Crisis
  - 『危機と人類（上・下）』小川敏子・川上純子 訳（日本経済新聞出版社, 2019年10月29日）

### 共編著
- 『歴史は実験できるのか 自然実験が解き明かす人類史』ジェイムズ・A・ロビンソン共編著, 小坂恵理訳 慶應義塾大学出版会 2018
- 『未来を語る人』ブランコ・ミラノヴィッチ、ケイト・レイワース、トーマス・セドラチェク、レベッカ・ヘンダーソン、ミノーシュ・シャフィク、アンドリュー・マカフィー、ジェイソン・W・ムーア共編著 集英社インターナショナル 2023

## 対談記録
- 『知の逆転』（NHK出版新書395, 2012年） ISBN 978-4-14-088395-2。吉成真由美との対談
- 『NHK スペースシップアースの未来』（NHK出版, 2014年）
- 『変革の知』（角川新書, 2015年）
- 『未来を読む――AIと格差は世界を滅ぼすか』（PHP新書, 2018年）

## 受賞歴
- 1998年 ピューリッツァー賞（一般ノンフィクション部門） 『銃・病原菌・鉄』
- 1998年 コスモス国際賞
- 1999年 アメリカ国家科学賞
- 2006年 ディクソン賞科学部門
- 2013年 ウルフ賞農業部門
- 2019年 ブループラネット賞